# Gymnogonos cingulatus
Gymnogonos cingulatus is een hydroïdpoliep uit de familie Corymorphidae. De poliep komt uit het geslacht Gymnogonos. Gymnogonos cingulatus werd in 1910 voor het eerst wetenschappelijk beschreven door Vanhöffen. 